# Santa Rita do Passa Quatro (ort)
Santa Rita do Passa Quatro är en ort i Brasilien.   Den ligger i kommunen Santa Rita do Passa Quatro och delstaten São Paulo, i den sydöstra delen av landet, 700 km söder om huvudstaden Brasília. Santa Rita do Passa Quatro ligger 759 meter över havet och antalet invånare är 24 578.
Terrängen runt Santa Rita do Passa Quatro är kuperad åt nordväst, men åt sydost är den platt. Närmaste större samhälle är Porto Ferreira, 15,9 km söder om Santa Rita do Passa Quatro.
Omgivningarna runt Santa Rita do Passa Quatro är en mosaik av jordbruksmark och naturlig växtlighet. Runt Santa Rita do Passa Quatro är det ganska tätbefolkat, med 134 invånare per kvadratkilometer.